# Catherine d'Etchéa
Catherine d'Etchéa (également orthographié Detchéa ; née Marie Catherine Michel le 2 septembre 1920 à Vitry-sur-Orne et morte le 2 mars 2007 à Limoges) est une écrivaine française, lauréate du premier prix du Livre Inter décerné en 1975.

## Œuvre
- 1975 : Des demeures et des gens – Prix du Livre Inter